# Elba (Alabama)
Elba é uma cidade localizada no estado americano do Alabama, no Condado de Coffee.

## Demografia
Segundo o censo americano de 2000, a sua população era de 4185 habitantes.
Em 2006, foi estimada uma população de 4141, um decréscimo de 44 (-1.1%).

## Geografia
De acordo com o United States Census Bureau, a localidade tem uma área de 40,0 km², dos quais 39,8 km² cobertos por terra e 0,2 km² cobertos por água. Elba localiza-se a aproximadamente 59 m acima do nível do mar.

## Localidades na vizinhança
O diagrama seguinte representa as localidades num raio de 32 km ao redor de Elba.